# دشلوس
الدِّشْلُوس جنس خنافس صغيرة القد من فصيلة الغبشية. أجسامها مستطيلة طولها يراوح من ٣ إلى ٥ سم. لونها إلى السمرة السوداء زباناها مركبة من ١١ فاصلة. تعيش تحت العبل والأخشاب والحجارة وبعضها مع النمل في قراها. قوتها المواد العضوية المنحلة وقد تؤذي البذور الناتشة.